# Henrik Hesselman
Oskar August Henrik Vilhelm Hesselman, född 28 januari 1874 i Stockholm, död 11 juli 1943 i Danderyds församling, Stockholms län, var en svensk botaniker. Han var bror till Bengt Hesselman, Georg Hesselman och Jonas Hesselman.

## Biografi
Hesselman avlade studentexamen i Stockholm 1894, filosofie doktor vid Uppsala universitet och docent i botanik vid Stockholms högskola 1904, botaniker vid Statens skogsförsöksanstalt 1906 och var professor och föreståndare för nämnda anstalts naturvetenskapliga avdelning 1912–1939.
Hesselman ägnade sig främst åt växtgeografi, särskilt växtsamhällsläran, och skogsbotanik och författade i dessa ämnen ett avsevärt antal värdefulla skrifter. År 1898 deltog han i Alfred Nathorsts expedition på "Antarctic" till Svalbard.
Hesselman var 1910 sekreterare vid andra internationella agrogeologkonferensen i Stockholm, till vilken han utgav Mittelschwedische Boden och vars förhandlingar han redigerade (bådadera jämte Gunnar Andersson) och var från 1923 ledamot av en internationell kommitté för kartläggning av jordmånsarter.
Hesselman var 1910–1914 ledamot av kommissionen för försökstaxering av Värmlands läns skogar och författade dess två betänkanden, var 1917–1923 ordförande för de av Jordbruksdepartementet tillkallade sakkunniga för uppgörande av plan till en ordnad virkesstatistik och riksinventering av landets samtliga skogar (två betänkanden 1923). 
Hesselman var medredaktör för "Skogsvårdsföreningens tidskrift" och "Skogen", blev ledamot av Lantbruksakademien 1913, av Vetenskapsakademien 1928 (för vilken han var preses 1941–1942) och av Ingenjörsvetenskapsakademien 1934 samt hedersdoktor vid Hochschule für Bodenkultur i Wien 1922. Han är begravd på Djursholms begravningsplats.